# Михаил Петрушевски (филолог)
 Тази статия е за югославския филолог.  За руския офицер вижте Михаил Петрушевски (офицер).  
Михаил Д. Петрушевски (на македонска литературна норма: Михаил Д. Петрушевски) е филолог от Социалистическа Република Македония, академик.

## Биография
Петрушевски е роден в 1911 година в Битоля, тогава в Османската империя. Завършва основно училище и гимназия в родния си град. Учи класическа филология във Философския факултет на Белградския университет, който завършва през март 1935 година. От октомври 1936 година е суплент за латински език в Реалната гимназия в Битоля. От февруари 1939 година е асистент в катедрата за класическа филология във Философския факултет в Белград. В 1940 година защитава докторат в същия факултет.
През март 1946 година Петрушевски влиза в комисията за основаване на Философския факултет на Скопския университет, на който е пръв декан. От ноември 1946 година е извънреден професор в Скопския университет, а от 1956 година - редовен. В учебните 1946/1947, 1947/1948, 1948/1949 години е декан, а в 1949/1950 г. продекан на Философския факултет в Скопие. По-късно става ректор университета.
Петрушевски започна издаването на списанието за класическа филология в Югославия „Жива антика“ и е негов пръв редактор. Член е и на редакциите на списанията „Балканика“, „Еирене“ и „Прилози за лингвистика и литературна наука на МАНУ“.
Петрушевски е участник в първата езикова комисия на АСНОМ за стандартизиране на македонския литературен език.
В 1973 година става член на Академията на науките и изкуствата Босна и Херцеговина.
Носител е на Ордена на труда от II и I ред, Ордена на братство и единство със златен венец, Ордена на заслуги за народа със златна звезда и Ордена на републиката със златен венец (1979).

## Трудове
- Ајсхил. Прикованиот Прометеј, превод и предговор, 1978;[4]
- Избор од Аристотеловата Поетика, 1978.[4]
- Аристотел. За поетиката, превод и предговор, 1979;[4]
- За целта на поетиката и на трагедијата според Аристотел. - Годишен зборник на Филозофскиот факултет, 1986, Прилози на МАНУ;[4]